# Барби (Елба)
Барби (на немски: Barby) е град в Саксония-Анхалт, Германия с 8654 жители (към 31 декември 2014). Намира се на левия бряг на река Елба.
Барби е споменат за пръв път на 23 април 961 г. в документ на император Ото I като „barbogi“.